# IC 2576
IC 2576 ist eine Spiralgalaxie mit ausgedehnten Sternentstehungsgebieten vom Hubble-Typ Sbc im Sternbild Antlia am Südsternhimmel. Sie ist schätzungsweise 408 Millionen Lichtjahre von der Milchstraße entfernt und hat einen Durchmesser von etwa 95.000 Lichtjahren.

Im selben Himmelsareal befinden sich u. a. die Galaxien NGC 3241 und IC 2575.
Das Objekt wurde am 1. Mai 1900 von DeLisle Stewart entdeckt.